# Heteronormatividade
Heteronormatividade (do grego hetero, "diferente", e norma, "esquadro" em latim) é um termo usado para descrever situações na qual a heterossexualidade e as relações heterossexuais são tidas como universais e a suposição de que todas as pessoas devem ser naturalmente heterossexuais. A heteronormatividade pressupõe que a heterossexualidade é a orientação sexual padrão e que a única forma natural de se expressar sexualidade e atração envolvem pessoas de sexos opostos. Uma visão heteronormativa, portanto, envolve o alinhamento entre sexo biológico, sexualidade e papéis de gênero.
A heteronormatividade é vista como profundamente associada ao heterossexismo e à homofobia, e os efeitos da heteronormatividade social sobre indivíduos homossexuais e bissexuais têm sido descritos como privilégio heterossexual ou "hétero".

## Origem do termo
O termo foi cunhado por Michael Warner em 1991 em uma das primeiras grandes obras sobre a teoria queer, e possui raízes na noção de Gayle Rubin do "sistema sexo/gênero", na ideia de Adrienne Rich de heterossexualidade compulsória e na obra de Craig Rodwell sobre heterossexismo e sistemas opressivos anti-homossexuais.
Numa série de artigos, Samuel A. Chambers tentou teorizar a heteronormatividade mais explicitamente, clamando por uma compreensão da heteronormatividade como um conceito que revela as expectativas, demandas e restrições produzidas quando a heterossexualidade é tomada como normativa dentro de uma sociedade.
Cathy J. Cohen define a heteronormatividade como a prática e as instituições "que legitimam e privilegiam a heterossexualidade e relacionamentos heterossexuais como fundamentais e 'naturais' dentro da sociedade". Sua obra enfatiza a importância da sexualidade envolvida em estruturas maiores de poder, intersectando com e inseparável de raça, gênero e opressão de classe. Ela assinala os exemplos de mães solteiras em auxílio-desemprego (particularmente mulheres negras) e trabalhadores do sexo, que podem ser heterossexuais, mas não são heteronormativos e assim não são percebidos como "normal, moral ou merecedores de ajuda do Estado" ou de legitimação.
De acordo com Richard Miskolci, a heteronormatividade expressa as expectativas, as demandas e as obrigações sociais que derivam do pressuposto da heterossexualidade como natural e, portanto, fundamento da sociedade. A heteronormatividade é um conjunto de prescrições que fundamenta processos sociais de regulação e controle, até mesmo aqueles que não se relacionam com pessoas do sexo oposto. É uma denominação contemporânea para o dispositivo histórico da sexualidade que evidencia seu objetivo: formar todos para serem heterossexuais ou organizarem suas vidas a partir do modelo supostamente coerente, superior e “natural” da heterossexualidade. Para Miskolci, o estudo da sexualidade necessariamente implica explorar os meandros da heteronormatividade, tanto a homofobia materializada em mecanismos de interdição e controle das relações amorosas e sexuais entre pessoas do mesmo sexo, quanto a padronização heteronormativa dos homo orientados.
Lauren Berlant  desenvolveu ainda mais essas ideias em seu ensaio seminal "Sexo em Público":
Heteronormatividade é mais do que ideologia, preconceito ou fobia contra gays e lésbicas; ela é produzida em quase todos os aspectos das formas e arranjos da vida social: nacionalidade, Estado e lei; comércio; medicina; e educação; bem como nas convenções e afetos da narrativa, do romance e de outros espaços protegidos da cultura.

## Relação com o casamento e família nuclear
As estruturas familiares modernas do passado e do presente variam em relação ao que era típico da família nuclear da década de 1950. Nos Estados, Unidos, por exemplo, as famílias da segunda metade do século XIX e início do século XX eram caracterizadas pela morte de um ou ambos os pais em muitas crianças americanas. Em 1985, estimava-se que os Estados Unidos abrigassem aproximadamente 2,5 milhões de lares pós-divórcio com famílias reconstituídas e filhos.
Nas últimas três décadas, as taxas de divórcio, parentalidade monoparental e coabitação aumentaram vertiginosamente. Famílias não tradicionais (Que divergem de "Uma família de classe média com um pai provedor e uma mãe dona de casa, casados entre si e criando seus filhos biológicos") constituem a maioria das famílias no Brasil, Estados Unidos, Rússia e Canadá atualmente. O casamento com compartilhamento de renda/parentalidade, no qual dois pais heterossexuais são igualmente provedores de recursos e cuidadores dos filhos, tornou-se a nova norma social. Famílias modernas também podem ter famílias chefiadas por pais solteiros, o que pode ser causado por divórcio, separação, morte, famílias com dois pais solteiros, mas com filhos, ou famílias com pais do mesmo sexo. Com a inseminação artificial, barrigas de aluguel e adoção, as famílias já não precisam ser formadas exclusivamente pela união biológica heteronormativa de reprodução de um homem e uma mulher.
As consequências dessas mudanças para os adultos e crianças envolvidos são amplamente debatidas. Em um amplo estudo sobre configurações conjugais em Massachusetts, em 2009, o psicólogo do desenvolvimento Michael Lamb testemunhou que a orientação sexual dos pais não afeta negativamente o desenvolvimento infantil. "Desde o final da década de 1980... está bem estabelecido que crianças e adolescentes podem se adaptar tão bem em ambientes não tradicionais quanto em ambientes tradicionais". 

### Temporalidade heteronormativa
A temporalidade heteronormativa, um subconjunto da heteronormatividade, postula que a trajetória social ideal envolve alcançar o casamento heterossexual como objetivo final da vida. Essa ideologia impõe expectativas sociais que encorajam os indivíduos a se conformarem aos papéis tradicionais dentro de uma estrutura familiar nuclear: buscar um parceiro do sexo oposto, entrar em casamento heterossexual tradicional e criar filhos.A temporalidade heteronormativa também promove a abstinência sexual até o casamento. Muitos pais aderem a essa narrativa heteronormativa e a ensinam aos filhos. De acordo com Amy T. Schalet, a maior parte da educação sexual entre pais e filhos nos Estados Unidos, gira em torno do estímulo á práticas de abstinência sexual, mas isso difere em outras partes do mundo.
Da mesma forma, a professora da Universidade George Washington, Abby Wilkerson, discute como as indústrias de saúde e medicamentos reforçam a visão do casamento heterossexual para promover a temporalidade heteronormativa. O conceito de temporalidade heteronormativa se estende além do casamento heterossexual, incluindo um sistema generalizado onde a heterossexualidade é vista como um padrão e qualquer coisa fora desse âmbito não é tolerada. Wilkerson explica que ela dita aspectos da vida cotidiana, como saúde nutricional, saúde pública, educação sexual, status socioeconômico, crenças pessoais e papéis tradicionais de gênero.

## Heteronormatividade e heterossexismo
Apesar de geralmente serem confundidos e tratados como uma coisa só, heteronormatividade e heterossexismo são conceitos diferentes, apesar de relacionados. O conceito de heteronormatividade foi cunhado como uma derivação do heterossexismo.Enquanto a heteronormatividade seria a suposição e a presunção social e cultural de que a todos os indivíduos são naturalmente heterossexuais e que a heterossexualidade e os relacionamentos heterossexuais são a única forma de expressão sexual entre indivíduos,o heterossexismo é o sistema de atitudes e opressões que colocam a heterossexualidade e os relacionamentos heterossexuais como norma privilegiada e reprime de forma estrutural e institucional os relacionamentos e sexualidades fora do padrão heterossexual.